# Acronicta metaxanthella
Acronicta metaxanthella là một loài bướm đêm trong họ Noctuidae.